# Zanthoxylum tetraspermum
Zanthoxylum tetraspermum är en vinruteväxtart som beskrevs av Wight & Arn.. Zanthoxylum tetraspermum ingår i släktet Zanthoxylum och familjen vinruteväxter. Inga underarter finns listade i Catalogue of Life.